# Clidemia sandwithii
Clidemia sandwithii är en tvåhjärtbladig växtart som beskrevs av John Julius Wurdack. Clidemia sandwithii ingår i släktet Clidemia och familjen Melastomataceae.
Artens utbredningsområde är Guyana. Inga underarter finns listade i Catalogue of Life.